# Attention (canción de Doja Cat)
«Attention» es una canción de la rapera estadounidense Doja Cat lanzada el 16 de junio de 2023 a través de Kemosabe y RCA Records como sencillo promocional de su cuarto álbum de estudio, Scarlet.

## Antecedentes
En junio de 2021 la cantante lanzó su tercer álbum de estudio con infusión en el pop y R&B, Planet Her, obteniendo buen recibimiento comercial y por parte de la crítica. El sencillo principal, «Kiss Me More» con SZA, se convirtió en el éxito top 10 femenino con más larga duración en la lista Billboard Hot 100 de Estados Unidos y ganó el premio Grammy a la mejor interpretación pop dúo o grupo.  Tras recibir críticas de que era «demasiado pop» para ser considerada rapera y su desilusión con el género pop, Doja Cat señaló en una entrevista que enfocaría su siguiente álbum completamente al género rap.
El 17 de abril de 2023, Doja Cat compartió fragmentos de varias canciones en vivo vía Instagram y publicó una lista de 19 pistas consideradas para su próximo álbum, incluida «Attention». El 24 de mayo, comenzó a hacer adelantos de su disco con un tuit que combinaba un emoji de una gota de sangre con las misivas "scarlet was here" y "scarlet’s watching", seguidas de "let myself heal, scar finally sealed". El 12 de junio, el enlace para pre-guardar el sencillo se filtró antes de tiempo; Al día siguiente, la cantante anunció oficialmente la canción con su portada salpicada de sangre, junto con la fecha de lanzamiento para el 16 de junio de 2023 y un emoji de gota de sangre.

## Premios y nominaciones
| Organización           | Año  | Categoría                            | Resultado | Ref.   |
| ---------------------- | ---- | ------------------------------------ | --------- | ------ |
| MTV Video Music Awards | 2023 | Video del año                        | Nominado  | [ 10 ] |
| MTV Video Music Awards | 2023 | Mejor dirección                      | Nominado  | [ 10 ] |
| MTV Video Music Awards | 2023 | Mejor dirección de arte              | Ganador   | [ 10 ] |
| Premios Grammy         | 2024 | Mejor interpretación de rap melódico | Nominado  | [ 11 ] |
| Premios Grammy         | 2024 | Mejor canción rap                    | Nominado  | [ 11 ] |

## Lista de canciones
- Descarga digital y streaming

|     |             |          |  |  |  |  |  |  |  |  |
| N.º | Título      | Duración |  |  |  |  |  |  |  |  |
| 1.  | «Attention» | 4:37     |  |  |  |  |  |  |  |  |

- Sencillo en CD[12]

|     |                            |          |  |  |  |  |  |  |  |  |
| N.º | Título                     | Duración |  |  |  |  |  |  |  |  |
| 1.  | «Attention»                | 4:37     |  |  |  |  |  |  |  |  |
| 2.  | «Attention» (Clean)        |          |  |  |  |  |  |  |  |  |
| 3.  | «Attention» (Instrumental) |          |  |  |  |  |  |  |  |  |

## Posicionamiento en listas
| Lista (2023)                           | Posición máxima |
| -------------------------------------- | --------------- |
| Australia (ARIA)                       | 30              |
| Australia Australia Hip Hop/R&B (ARIA) | 10              |
| Canadá (Canadian Hot 100)              | 29              |
| Global 200 (Billboard)                 | 28              |
| Grecia (IFPI)                          | 27              |
| Irlanda (IRMA)                         | 27              |
| Japón (Billboard Japan)                | 18              |
| Lituania (AGATA)                       | 26              |
| Países Bajos (Single Tip)              | 10              |
| Nueva Zelanda (Recorded Music NZ)      | 16              |
| Portugal (AFP)                         | 102             |
| Suecia (Sverigetopplistan)             | 19              |
| Reino Unido (UK Singles Chart)         | 37              |
| Reino Unido (UK R&B Chart)             | 12              |
| Estados Unidos (Billboard Hot 100)     | 31              |
| Estados Unidos (Hot R&B/Hip-Hop Songs) | 11              |
| Estados Unidos (Mainstream Top 40)     | 39              |
| Estados Unidos (Rhythmic)              | 25              |

## Historial de lanzamiento
| Región         | Fecha               | Formato(s)                 | Discográfica(s)      | Ref.   |
| -------------- | ------------------- | -------------------------- | -------------------- | ------ |
| Varios         | 16 de junio de 2023 | Descarga digital Streaming | Kemosabe RCA Records |        |
| Estados Unidos | 16 de junio de 2023 | Sencillo en CD             | Kemosabe RCA Records | [ 12 ] |